# 홍성원 (배우)
홍성원(1999년 1월 24일 ~ )은 대한민국의 뮤지컬 배우다.

## 출연 작품

### 드라마
- 《미지의 서울》 (2025년, tvN) - 김태이 역

## 방송
- 빌드업 : 보컬 보이그룹 서바이벌 (2024) - Top40

## 공연
- 미드나잇 : 액터뮤지션 (2022)
- 미드나잇 : 액터뮤지션 - THE DAY (2022)
- 결투 (2023)
- 오즈 (2023)
- 더 픽션 (2023)
- 블랙메리포핀스 (2023)
- 와이프 (2023)
- 은하철도의 밤 - 서울 (2024)
- 비클래스 (2024)